# Ture Wensjoe
Ture Wensjoe, född 1 april 1801 i Torslanda församling, Göteborgs stift, död 6 oktober 1865 i Stockholm, var en svensk kyrkoherde i Klara församling från 1857 till sin död 1865 och politiker. Han var svärfar till godsägaren och riksdagsmannen Gustaf Silfverstolpe.

## Biografi
Ture Wensjoe föddes i Torslanda socken. Han var son till kofferdistyrmannen Johan Gabriel Wensjo och Ingrid Torstensdotter. Wensjoe blev 5 februari 1822 student vid Uppsala universitet och var medlem i Göteborgs nation. Han avlade 16 juni 1827 magisterexamen och prästvigdes 25 april 1828 i Stockholm till huspredikant hos statsrådet greve Adolf Göran Mörner af Moralanda. Wensjoe avlade 12 december 1831 pastoralexamen i Uppsala med betyget laudatur och blev 30 januari 1833 extra ordinarie kunglig hovpredikant. Han blev 30 september 1835 vice pastor vid Uppsala domkyrka, tillträdd 1 maj 1836 och blev 1845 adjungerande ledamot i Uppsala domkapitel. Wensjoe blev 29 februari 1848 kyrkoherde i Mariestads församling, tillträdde 1 maj 1848 och 31 maj 1856 kyrkoherde i Klara församling, Stockholm, tillträdde 1 juli 1857. Blev 10 juni 1857 assessor i Stockholms stads konsistoium och 7 september 1860 teologie doktor i Uppsala. Wensjoe avled 1865 i Klara församling, Stockholm.
Wensjoe företrädde prästeståndet i Skara stift vid ståndsriksdagen 1853/54 samt det i Stockholm vid riksdagarna 1856/58-1862/63.

### Familj
Wensjoe gifte sig 14 juni 1837 i Klara församling med Christina Sofia Wilhelmina Elgenstierna (1818–1878), dotter till provinsialläkaren, professor Nils Wilhelm Elgenstierna och Johanna Carolina Cederstedt. De fick tillsammans barnen Johanna AUrora Wensjoe (1838–1907), Emma Wensjoe (1841–1911) som var gift med kamreren och godsägaren Gustaf Silfverstolpe, revisorn Carl Hugo Wilhelm Wensjoe (1842–1893), läraren  Hilda Augusta Maria Wensjoe (1845–1927), konsulen Johan Axel Robert Wensjoe (1847–1891), läraren Agnes Mathilda Emilia Wensjoe (1848–1933), ingenjören Torsten Edvard Reinhold Wensjoe (1849–1907) och skeppsstuvaren Henrik Jesper Theodor Wensjoe (1852–1907).